# Foton

Feynmandiagram van twee elektronen die elkaar afstoten doordat zij een foton uitwisselen.

Fotonen (Oudgrieks: φῶς, phōs, licht) zijn elementaire deeltjes uit het standaardmodel van de deeltjesfysica. Ze hebben geen rustmassa en bewegen zich in vacuüm met de lichtsnelheid voort. Licht, evenals alle andere elektromagnetische straling, bestaat uit fotonen. Het foton is het ijkboson dat de elektromagnetische kracht draagt.
Afhankelijk van de gebruikte meetopstelling heeft straling, in feite een vorm van energie, de eigenschappen van golven of van een stroom fotonen. Dit heet de dualiteit van golven en deeltjes.
Fotonen worden ook lichtdeeltjes genoemd en worden, in het bijzonder bij gammastraling, met de Griekse letter γ (gamma) aangeduid.

## Geschiedenis
Het was Albert Einstein die het foto-elektrisch effect poneerde, waarvoor hij in 1921 de Nobelprijs ontving. Fotonen verklaarden met deze theorie de verschillende energietoestanden van elektronen. Deze theorie ligt aan de basis van de werking van zonnepanelen.
Bewegende ladingen zenden fotonen uit. Volgens het atoommodel van Bohr kunnen de elektronen in een atoom zich alleen in banen bevinden op specifieke afstanden van de kern, waarin zij geen fotonen uitzenden.

## Ontstaan
Fotonen kunnen door een atoom worden uitgezonden, als een elektron van een elektronenschil terugvalt naar een schil met een lagere energietoestand. De vrijkomende energie wordt daarbij in de vorm van een foton uitgezonden. Fotonen kunnen ook bij kernreacties worden opgewekt, wanneer een kern uit een aangeslagen toestand naar een lagere energietoestand terugvalt. Fotonen kunnen ook bij de wisselwerking tussen elementaire deeltjes of het spontane verval van één elementair deeltje naar een ander vrijkomen. Wanneer een elementair deeltje en zijn antideeltje botsen, kan alle massa worden omgezet in een energierijk foton, en omgekeerd.

## Licht
Licht is elektromagnetische straling in een frequentiebereik dat door bepaalde cellen in onze ogen kan worden waargenomen. Het kan een golfkarakter en tegelijkertijd een deeltjeskarakter hebben. Dit valt vervolgens te benaderen met de onzekerheidsrelatie van Heisenberg en het gedachte-experiment van Erwin Schrödinger, Schrödingers kat.

## Snelheid
Lichtdeeltjes bewegen zich met de lichtsnelheid c, die in een vacuüm exact 299 792 458 m/s bedraagt. Uit de speciale relativiteitstheorie volgt dat een deeltje met een rustmassa groter dan 0 nooit de lichtsnelheid kan bereiken. Een foton heeft dan ook geen rustmassa.
Een lichtdeeltje vervalt niet en is dus volkomen stabiel. Volgens de speciale relativiteitstheorie staat de lokale tijd van een lichtdeeltje stil. Een lichtdeeltje krijgt dus niet de tijd om uiteen te vallen, zelfs als het een eindige levensduur had.

## Formule van Planck

Atoommodel van Bohr van element nummer, met kernlading, waarin een elektron van niveau 3 naar 2 terugvalt en een foton uitzendt

Licht met frequentie ν bestaat uit fotonen met energie E:
{\displaystyle {E=h\nu =pc={{hc} \over \lambda }}}
met ℎ, de constante van Planck.
De energie van een foton wordt niet alleen in joule uitgedrukt, maar ook wel in elektronvolt.
De hypothese van De Broglie kent aan een foton een impuls toe:
{\displaystyle {p={{h\nu } \over c}}}
die ook kan worden geschreven als
{\displaystyle {p={h \over \lambda }}}.

## Breking
Als lichtdeeltjes zich door een transparant medium voortplanten, lijken ze langzamer te gaan dan in vacuüm. De lagere snelheid in een medium is een schijnbare snelheid. Fotonen bewegen ook tussen de atomen en moleculen van het medium met de lichtsnelheid. Als een foton een atoom raakt wordt het geabsorbeerd. Even later zendt het atoom een ander foton uit met dezelfde energie, dat zich vervolgens weer met de lichtsnelheid verplaatst. Echter, door dit oponthoud lijkt het alsof het foton zich langzamer heeft verplaatst.
Door de verschillende snelheden treedt op een grensvlak tussen twee media met verschillende brekingsindices lichtbreking plaats. De brekingsindex hangt af van de twee media en van de frequentie ν van de straling.
Wit licht is uit een spectrum samengesteld van verschillende frequenties, dus van verschillende kleuren. Dit spectrum kan met een prisma, door middel van dispersie zichtbaar worden gemaakt.

## Algemene relativiteit
Einsteins algemene relativiteitstheorie voorspelde dat de baan van fotonen door zwaartekracht wordt beïnvloed. Dit was destijds in 1915 volstrekt tegen de heersende opvatting in, maar werd later door waarnemingen bevestigd. Het idee dat fotonen steeds langs een rechte lijn bewegen moest worden aangepast: fotonen bewegen langs geodeten. Dat zijn in een massaloze ruimte overigens rechte lijnen.